# Amarna Grab 2
Beim Grab 2 in der Nekropole der mittelägyptischen Stadt Amarna handelt es sich um das Grab des Merire (oft als Merire II. bezeichnet), der mehrere wichtige Ämter innehatte und ein bedeutender Würdenträger am Hof in Achet-Aton war. Zu seinen Titeln zählen Vorsteher des königlichen Harems und Domänenvorsteher.
Die zur nördlichen Gräbergruppe gehörende Grabanlage wurde nie fertiggestellt. Die Grabkapelle besteht aus einer Halle mit zwei Säulen, es folgen eine Querhalle und eine Nische, aber die eigentlichen Grabkammern wurden nicht mehr angelegt.
Teile der Grabkapelle sind mit Reliefs dekoriert, die zum Teil historisch wichtige Darstellungen enthalten. Am Eingang sieht man mehrmals Merire beim Gebet. Hier findet man auch seinen Namen und Titel. Auf der Südwand der ersten Halle sieht man König Echnaton auf seinem Thron. Vor ihm steht Königin Nofretete, die ihm ein Getränk in eine Trinkschale gießt. Auf derselben Wand sieht man das Königspaar am Erscheinungsfenster, wie sie Merire belohnen. Hinter dem Königspaar sind die sechs Töchter des Paares dargestellt. Auf der Ostwand der Halle ist der sogenannte „Fremdländertribut“ dargestellt, der den Inschriften nach in das 12. Regierungsjahr Echnatons datiert. Im Zentrum dieser Szene thront das Königspaar, hinter ihnen stehen die sechs Töchter: Meritaton, Maketaton, Anchesenpaaton, Neferneferuaton tascherit, Neferneferure und Setepenre. Vor dem Paar bringen in verschiedenen Reihen Ausländer Tribute dar. Auf der Nordwand der Halle sieht man König Semenchkare und Meritaton, die die Sonnenscheibe Aton anbeten. Von König Semenchkare ist dies die einzige bildliche Darstellung und die rekonstruierten Inschriften nennen sowohl den Eigen- (Semenchkare) als auch den Thronnamen (Anch-cheperu-Re), so dass dieser Darstellung eine besondere Bedeutung zukommt. Denn alle weiteren ihm zugeordneten Funde sind lediglich mit seinem Thronnamen in einer Kartuschen versehen. Daneben steht der neue lehrhafte Name des Gottes Aton in zwei Kartuschen. Meritaton wird hier als Große königliche Gemahlin bezeichnet, weshalb angenommen wird, dass sie und Semenchkare verheiratet waren.

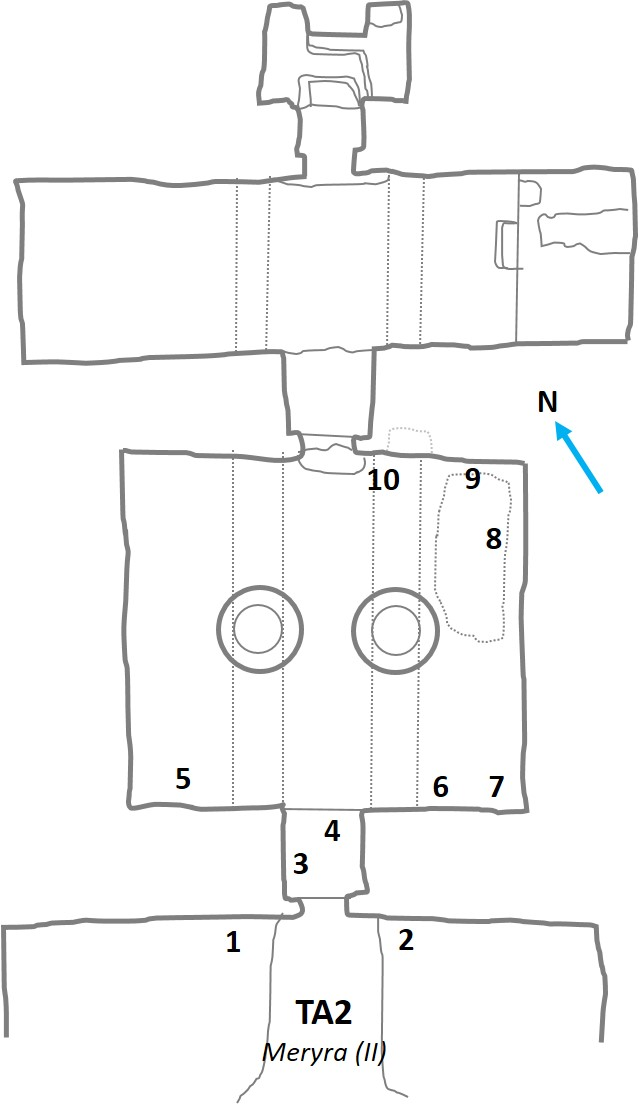
Plan des Grabes
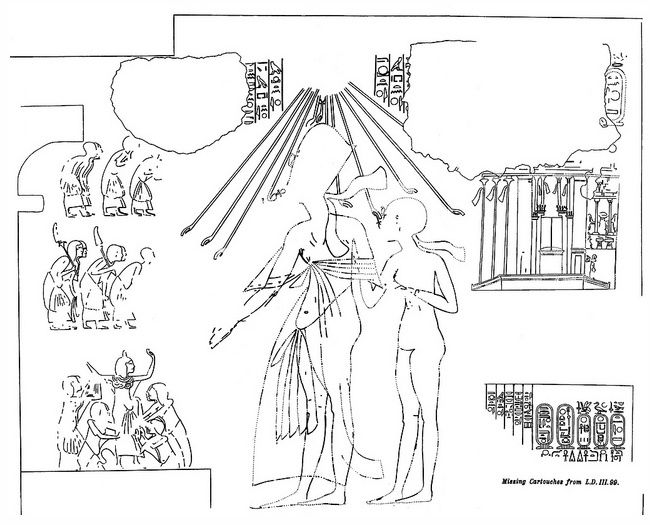
Semenchkare und Meritaton
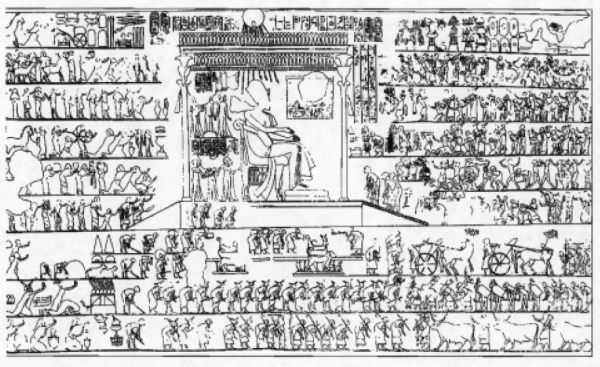
Tributszene